# Ібраїм Дрешевич
Ібраїм Дрешевич (швед. Ibrahim Dresevic, нар. 24 січня 1997, Лілла-Едет, Швеція) — косовський футболіст, центральний захисник нідерландського клубу «Геренвен» та національної збірної Косова.

## Клубна кар'єра
Ібраїм Дрешевич народився у шведському містечку Лілла-Едет. Є вихованцем клубу «Ельфсборг». У складі цього клубу у сезоні 2015/16 Дрешевич брав участь у Юнацькій лізі УЄФА.
З літа 2016 року футболіста почали залучати до матчів першої команди клуба. 25 серпня Ібраїм вперше вийшов на поле в основному складі у матчі Кубка Швеції. А за місяць він дебютував і у турнірі Аллсвенскан.
У 2019 році Ібраїм Дрешевич уклав трирічну угоду з нідерландським клубом «Геренвен».

## Кар'єра в збірній
Ібраїм Дрешевич починав грати за юнацькі збірні Швеції. Але беручи до уваги той факт, що Дрешевич має албанське коріння, то у 2019 році він прийняв запрошення від Федерації футболу Косова і у травні того року був викликаний на матчі відбору до Євро-2020 проти збірних Чорногорії та Болгарії. Та через проблеми з оформленням документів того разу на поле футболіст так і не зміг вийти.
Дебютував у складі національної збірної Косова Дрешевич тільки у серпні 2019 року.